# Apurímac (region)
Apurímac er en region i det centrale Peru. Den grænser til Cusco mod øst, Ayacucho mod vest, Arequipa og Ayacucho mod syd. Regionens navn stammer fra sproget quechua og betyder Gud taler.
14°10′00″S 72°45′20″V / 14.166666666667°S 72.755555555556°V